# Gospel (album)
Gospel – trzeci album zespołu Lao Che. Płyta ukazała się 22 lutego 2008 roku.
Motywem przewodnim płyty są tematy religijne. Zespół przemierza historię biblijnego Bożego Objawienia. "Drogi Panie" to analiza grzechu rajskiego, grzechu pierworodnego. "Hydropiekłowstąpienie" pokazuje "od środka" Boże powody zesłania potopu i zagłady rodzaju ludzkiego. "Do syna Józefa Cieślaka" to nic innego, jak pokazanie życia Syna Człowieczego. Płyta wyśmiewa również postawę roszczeniową, także na poziomie religijności człowieka ("Bóg zapłać"). Sam autor tekstów mówi, że płyta jest o poszukiwaniu Boga. Poszukiwaniu, które często jest trudne, podczas którego często człowiek się gubi i z Bogiem kłóci - ale zawsze do niego dąży.
Płyta dotarła do 3. miejsca listy OLiS w Polsce. Nagrania uzyskały status platynowej płyty za sprzedaż ponad 30 tysięcy egzemplarzy oraz wysokie miejsca utworów Hydropiekłowstąpienie (dwukrotnie pierwsze) i Czarne kowboje na Liście przebojów Trójki.
10 września 2008 roku zespół, za płytę Gospel i nie tylko, otrzymał "Mateusza" - Nagrodę Muzyczną Programu Trzeciego Polskiego Radia.
Reedycja albumu ukazała się w 2020 roku nakładem Mystic Production na dwóch płytach kompaktowych, z wersjami utworów nagranymi z sekcją dętą, które wcześniej wydano w limitowanej edycji na płytach winylowych.

## Lista utworów
1. Drogi Panie[5] – 3:43
2. Czarne kowboje – 5:06
3. Bóg zapłać – 4:53
4. Do syna Józefa Cieślaka – 3:16
5. mpaKOmpaBIEmpaTA – 5:32
6. Hiszpan – 2:48
7. Zbawiciel Diesel – 4:29
8. Hydropiekłowstąpienie – 5:52
9. Paciorek – 2:29
10. Chłopacy – 5:20
11. Ty człowiek jesteś? – 4:06
12. Siedmiu nie zawsze wspaniałych – 9:46

Album zawiera ukryty utwór, który rozpoczyna się 2 minuty po zakończeniu "Siedmiu nie zawsze wspaniałych". Nie posiada on tytułu.

## Odbiór
Według dziennikarza „Gazety Wyborczej” Roberta Sankowskiego album może drażnić „stylistycznym poplątaniem”. Z drugiej strony: recenzent chwalił wydawnictwo za warstwę tekstową („seria przewrotnych, czasem dowcipnych impresji”), a także za „zabawę brzmieniami”. Docenił zespół za „odwagę i determinację” w ucieczce od poprzedniego repertuaru. W podsumowaniu Sankowski stwierdził: „To grupa bardziej oryginalna niż cała nasza scena indie rocka razem wzięta”.

Mirosław Pęczak z „Polityki” rozrzut stylistyczny uważa za atut: „żyjemy w multikulturowym galimatiasie i ta płyta świetnie to wyraża”. O przesyconych religią tekstach pisze: „dalekie od mistyki i oazowego uniesienia, bliskie za to chaotycznej codzienności”. Podsumowując, ocenia Gospel jako „najlepszy album w dotychczasowym dorobku grupy”.
Dziennikarz portalu Onet scharakteryzował teksty: „Można przymrużyć czasem oko, nie tracąc z pola widzenia spraw istotnych”. Uznał je za „liryczne perełki”. Rezygnując z przypisania albumu do określonego gatunku, charakteryzował go następująco: „Kto (...) ma w miarę otwartą głowę, poczucie humoru i lubi gatunkowe misz-masze, będzie zachwycony”.

Na łamach „Przekroju” Jarosław Szubrycht ocenił stronę muzyczną albumu jako „frywolną”. Religijne podłoże tekstów uznał za „podszyte groteską, czasem nawet słabo maskowanym szyderstwem”, przez co „trudno jednoznacznie powiedzieć, czy Gospel broni wartości, czy wręcz przeciwnie, podważa je”.

Piotr Szwed (serwis Screenagers) przyznał płycie ocenę 6/10. Orzekł, że grupa „przeszła suchą nogą przez morze pochwał, w którym niejeden zespół by utonął”. Krytykował jednak muzyczną stronę albumu jako bazującą na „mocno spleśniałym chlebie powszednim polskiego rocka lat 90.”. Chwalił za to warstwę liryczną jako „niezwykle dojrzałą i pomysłową opowieść o współczesnych relacjach pomiędzy człowiekiem a Bogiem”, w której „kpina z dewocjonalnego wymiaru wiary łączy się z przekonaniem o istnieniu niewyrażalnego absolutu”.
Jacek Świąder określa album jako rozczarowanie (ocena 3/10). „Jest wesoło i skocznie, muzycy z siebie zadowoleni. Nie wiadomo czemu, bo w porównaniu z poprzednią płytą zanotowali raczej upadek niż progres - melodie nie wychodzą, teksty słabe, kawałki nudne, bo przewidywalne”. Recenzent zarzuca płycie, że „utwory wydają się przesycone kolejnymi warstwami muzyki, przearanżowane”, a zespołowi w kontekście poprzednich dokonań zaszkodziło „porzucenie narracyjności na rzecz konwencji zwrotka-refren”.

## Notowania singli
| 2008 | Drogi Panie           | 30 |
| 2008 | Hydropiekłowstąpienie | 1  |
| 2008 | Czarne kowboje        | 6  |
| 2008 | Hiszpan               | 8  |